# Matto di Budapest
|   | a | b | c | d | e | f | g | h |   |
| 8 | a8 torre del nero · c8 alfiere del nero · e8 re del nero · h8 torre del nero · a7 pedone del nero · b7 pedone del nero · c7 pedone del nero · d7 pedone del nero · e7 donna del nero · f7 pedone del nero · g7 pedone del nero · h7 pedone del nero · e5 cavallo del nero · b4 alfiere del nero · c4 pedone del bianco · f4 alfiere del bianco · a3 pedone del bianco · b2 pedone del bianco · d2 cavallo del bianco · e2 pedone del bianco · f2 pedone del bianco · g2 pedone del bianco · h2 pedone del bianco · a1 torre del bianco · d1 donna del bianco · e1 re del bianco · f1 alfiere del bianco · h1 torre del bianco | a8 torre del nero · c8 alfiere del nero · e8 re del nero · h8 torre del nero · a7 pedone del nero · b7 pedone del nero · c7 pedone del nero · d7 pedone del nero · e7 donna del nero · f7 pedone del nero · g7 pedone del nero · h7 pedone del nero · e5 cavallo del nero · b4 alfiere del nero · c4 pedone del bianco · f4 alfiere del bianco · a3 pedone del bianco · b2 pedone del bianco · d2 cavallo del bianco · e2 pedone del bianco · f2 pedone del bianco · g2 pedone del bianco · h2 pedone del bianco · a1 torre del bianco · d1 donna del bianco · e1 re del bianco · f1 alfiere del bianco · h1 torre del bianco | a8 torre del nero · c8 alfiere del nero · e8 re del nero · h8 torre del nero · a7 pedone del nero · b7 pedone del nero · c7 pedone del nero · d7 pedone del nero · e7 donna del nero · f7 pedone del nero · g7 pedone del nero · h7 pedone del nero · e5 cavallo del nero · b4 alfiere del nero · c4 pedone del bianco · f4 alfiere del bianco · a3 pedone del bianco · b2 pedone del bianco · d2 cavallo del bianco · e2 pedone del bianco · f2 pedone del bianco · g2 pedone del bianco · h2 pedone del bianco · a1 torre del bianco · d1 donna del bianco · e1 re del bianco · f1 alfiere del bianco · h1 torre del bianco | a8 torre del nero · c8 alfiere del nero · e8 re del nero · h8 torre del nero · a7 pedone del nero · b7 pedone del nero · c7 pedone del nero · d7 pedone del nero · e7 donna del nero · f7 pedone del nero · g7 pedone del nero · h7 pedone del nero · e5 cavallo del nero · b4 alfiere del nero · c4 pedone del bianco · f4 alfiere del bianco · a3 pedone del bianco · b2 pedone del bianco · d2 cavallo del bianco · e2 pedone del bianco · f2 pedone del bianco · g2 pedone del bianco · h2 pedone del bianco · a1 torre del bianco · d1 donna del bianco · e1 re del bianco · f1 alfiere del bianco · h1 torre del bianco | a8 torre del nero · c8 alfiere del nero · e8 re del nero · h8 torre del nero · a7 pedone del nero · b7 pedone del nero · c7 pedone del nero · d7 pedone del nero · e7 donna del nero · f7 pedone del nero · g7 pedone del nero · h7 pedone del nero · e5 cavallo del nero · b4 alfiere del nero · c4 pedone del bianco · f4 alfiere del bianco · a3 pedone del bianco · b2 pedone del bianco · d2 cavallo del bianco · e2 pedone del bianco · f2 pedone del bianco · g2 pedone del bianco · h2 pedone del bianco · a1 torre del bianco · d1 donna del bianco · e1 re del bianco · f1 alfiere del bianco · h1 torre del bianco | a8 torre del nero · c8 alfiere del nero · e8 re del nero · h8 torre del nero · a7 pedone del nero · b7 pedone del nero · c7 pedone del nero · d7 pedone del nero · e7 donna del nero · f7 pedone del nero · g7 pedone del nero · h7 pedone del nero · e5 cavallo del nero · b4 alfiere del nero · c4 pedone del bianco · f4 alfiere del bianco · a3 pedone del bianco · b2 pedone del bianco · d2 cavallo del bianco · e2 pedone del bianco · f2 pedone del bianco · g2 pedone del bianco · h2 pedone del bianco · a1 torre del bianco · d1 donna del bianco · e1 re del bianco · f1 alfiere del bianco · h1 torre del bianco | a8 torre del nero · c8 alfiere del nero · e8 re del nero · h8 torre del nero · a7 pedone del nero · b7 pedone del nero · c7 pedone del nero · d7 pedone del nero · e7 donna del nero · f7 pedone del nero · g7 pedone del nero · h7 pedone del nero · e5 cavallo del nero · b4 alfiere del nero · c4 pedone del bianco · f4 alfiere del bianco · a3 pedone del bianco · b2 pedone del bianco · d2 cavallo del bianco · e2 pedone del bianco · f2 pedone del bianco · g2 pedone del bianco · h2 pedone del bianco · a1 torre del bianco · d1 donna del bianco · e1 re del bianco · f1 alfiere del bianco · h1 torre del bianco | a8 torre del nero · c8 alfiere del nero · e8 re del nero · h8 torre del nero · a7 pedone del nero · b7 pedone del nero · c7 pedone del nero · d7 pedone del nero · e7 donna del nero · f7 pedone del nero · g7 pedone del nero · h7 pedone del nero · e5 cavallo del nero · b4 alfiere del nero · c4 pedone del bianco · f4 alfiere del bianco · a3 pedone del bianco · b2 pedone del bianco · d2 cavallo del bianco · e2 pedone del bianco · f2 pedone del bianco · g2 pedone del bianco · h2 pedone del bianco · a1 torre del bianco · d1 donna del bianco · e1 re del bianco · f1 alfiere del bianco · h1 torre del bianco | 8 |
| 7 | a8 torre del nero · c8 alfiere del nero · e8 re del nero · h8 torre del nero · a7 pedone del nero · b7 pedone del nero · c7 pedone del nero · d7 pedone del nero · e7 donna del nero · f7 pedone del nero · g7 pedone del nero · h7 pedone del nero · e5 cavallo del nero · b4 alfiere del nero · c4 pedone del bianco · f4 alfiere del bianco · a3 pedone del bianco · b2 pedone del bianco · d2 cavallo del bianco · e2 pedone del bianco · f2 pedone del bianco · g2 pedone del bianco · h2 pedone del bianco · a1 torre del bianco · d1 donna del bianco · e1 re del bianco · f1 alfiere del bianco · h1 torre del bianco | a8 torre del nero · c8 alfiere del nero · e8 re del nero · h8 torre del nero · a7 pedone del nero · b7 pedone del nero · c7 pedone del nero · d7 pedone del nero · e7 donna del nero · f7 pedone del nero · g7 pedone del nero · h7 pedone del nero · e5 cavallo del nero · b4 alfiere del nero · c4 pedone del bianco · f4 alfiere del bianco · a3 pedone del bianco · b2 pedone del bianco · d2 cavallo del bianco · e2 pedone del bianco · f2 pedone del bianco · g2 pedone del bianco · h2 pedone del bianco · a1 torre del bianco · d1 donna del bianco · e1 re del bianco · f1 alfiere del bianco · h1 torre del bianco | a8 torre del nero · c8 alfiere del nero · e8 re del nero · h8 torre del nero · a7 pedone del nero · b7 pedone del nero · c7 pedone del nero · d7 pedone del nero · e7 donna del nero · f7 pedone del nero · g7 pedone del nero · h7 pedone del nero · e5 cavallo del nero · b4 alfiere del nero · c4 pedone del bianco · f4 alfiere del bianco · a3 pedone del bianco · b2 pedone del bianco · d2 cavallo del bianco · e2 pedone del bianco · f2 pedone del bianco · g2 pedone del bianco · h2 pedone del bianco · a1 torre del bianco · d1 donna del bianco · e1 re del bianco · f1 alfiere del bianco · h1 torre del bianco | a8 torre del nero · c8 alfiere del nero · e8 re del nero · h8 torre del nero · a7 pedone del nero · b7 pedone del nero · c7 pedone del nero · d7 pedone del nero · e7 donna del nero · f7 pedone del nero · g7 pedone del nero · h7 pedone del nero · e5 cavallo del nero · b4 alfiere del nero · c4 pedone del bianco · f4 alfiere del bianco · a3 pedone del bianco · b2 pedone del bianco · d2 cavallo del bianco · e2 pedone del bianco · f2 pedone del bianco · g2 pedone del bianco · h2 pedone del bianco · a1 torre del bianco · d1 donna del bianco · e1 re del bianco · f1 alfiere del bianco · h1 torre del bianco | a8 torre del nero · c8 alfiere del nero · e8 re del nero · h8 torre del nero · a7 pedone del nero · b7 pedone del nero · c7 pedone del nero · d7 pedone del nero · e7 donna del nero · f7 pedone del nero · g7 pedone del nero · h7 pedone del nero · e5 cavallo del nero · b4 alfiere del nero · c4 pedone del bianco · f4 alfiere del bianco · a3 pedone del bianco · b2 pedone del bianco · d2 cavallo del bianco · e2 pedone del bianco · f2 pedone del bianco · g2 pedone del bianco · h2 pedone del bianco · a1 torre del bianco · d1 donna del bianco · e1 re del bianco · f1 alfiere del bianco · h1 torre del bianco | a8 torre del nero · c8 alfiere del nero · e8 re del nero · h8 torre del nero · a7 pedone del nero · b7 pedone del nero · c7 pedone del nero · d7 pedone del nero · e7 donna del nero · f7 pedone del nero · g7 pedone del nero · h7 pedone del nero · e5 cavallo del nero · b4 alfiere del nero · c4 pedone del bianco · f4 alfiere del bianco · a3 pedone del bianco · b2 pedone del bianco · d2 cavallo del bianco · e2 pedone del bianco · f2 pedone del bianco · g2 pedone del bianco · h2 pedone del bianco · a1 torre del bianco · d1 donna del bianco · e1 re del bianco · f1 alfiere del bianco · h1 torre del bianco | a8 torre del nero · c8 alfiere del nero · e8 re del nero · h8 torre del nero · a7 pedone del nero · b7 pedone del nero · c7 pedone del nero · d7 pedone del nero · e7 donna del nero · f7 pedone del nero · g7 pedone del nero · h7 pedone del nero · e5 cavallo del nero · b4 alfiere del nero · c4 pedone del bianco · f4 alfiere del bianco · a3 pedone del bianco · b2 pedone del bianco · d2 cavallo del bianco · e2 pedone del bianco · f2 pedone del bianco · g2 pedone del bianco · h2 pedone del bianco · a1 torre del bianco · d1 donna del bianco · e1 re del bianco · f1 alfiere del bianco · h1 torre del bianco | a8 torre del nero · c8 alfiere del nero · e8 re del nero · h8 torre del nero · a7 pedone del nero · b7 pedone del nero · c7 pedone del nero · d7 pedone del nero · e7 donna del nero · f7 pedone del nero · g7 pedone del nero · h7 pedone del nero · e5 cavallo del nero · b4 alfiere del nero · c4 pedone del bianco · f4 alfiere del bianco · a3 pedone del bianco · b2 pedone del bianco · d2 cavallo del bianco · e2 pedone del bianco · f2 pedone del bianco · g2 pedone del bianco · h2 pedone del bianco · a1 torre del bianco · d1 donna del bianco · e1 re del bianco · f1 alfiere del bianco · h1 torre del bianco | 7 |
| 6 | a8 torre del nero · c8 alfiere del nero · e8 re del nero · h8 torre del nero · a7 pedone del nero · b7 pedone del nero · c7 pedone del nero · d7 pedone del nero · e7 donna del nero · f7 pedone del nero · g7 pedone del nero · h7 pedone del nero · e5 cavallo del nero · b4 alfiere del nero · c4 pedone del bianco · f4 alfiere del bianco · a3 pedone del bianco · b2 pedone del bianco · d2 cavallo del bianco · e2 pedone del bianco · f2 pedone del bianco · g2 pedone del bianco · h2 pedone del bianco · a1 torre del bianco · d1 donna del bianco · e1 re del bianco · f1 alfiere del bianco · h1 torre del bianco | a8 torre del nero · c8 alfiere del nero · e8 re del nero · h8 torre del nero · a7 pedone del nero · b7 pedone del nero · c7 pedone del nero · d7 pedone del nero · e7 donna del nero · f7 pedone del nero · g7 pedone del nero · h7 pedone del nero · e5 cavallo del nero · b4 alfiere del nero · c4 pedone del bianco · f4 alfiere del bianco · a3 pedone del bianco · b2 pedone del bianco · d2 cavallo del bianco · e2 pedone del bianco · f2 pedone del bianco · g2 pedone del bianco · h2 pedone del bianco · a1 torre del bianco · d1 donna del bianco · e1 re del bianco · f1 alfiere del bianco · h1 torre del bianco | a8 torre del nero · c8 alfiere del nero · e8 re del nero · h8 torre del nero · a7 pedone del nero · b7 pedone del nero · c7 pedone del nero · d7 pedone del nero · e7 donna del nero · f7 pedone del nero · g7 pedone del nero · h7 pedone del nero · e5 cavallo del nero · b4 alfiere del nero · c4 pedone del bianco · f4 alfiere del bianco · a3 pedone del bianco · b2 pedone del bianco · d2 cavallo del bianco · e2 pedone del bianco · f2 pedone del bianco · g2 pedone del bianco · h2 pedone del bianco · a1 torre del bianco · d1 donna del bianco · e1 re del bianco · f1 alfiere del bianco · h1 torre del bianco | a8 torre del nero · c8 alfiere del nero · e8 re del nero · h8 torre del nero · a7 pedone del nero · b7 pedone del nero · c7 pedone del nero · d7 pedone del nero · e7 donna del nero · f7 pedone del nero · g7 pedone del nero · h7 pedone del nero · e5 cavallo del nero · b4 alfiere del nero · c4 pedone del bianco · f4 alfiere del bianco · a3 pedone del bianco · b2 pedone del bianco · d2 cavallo del bianco · e2 pedone del bianco · f2 pedone del bianco · g2 pedone del bianco · h2 pedone del bianco · a1 torre del bianco · d1 donna del bianco · e1 re del bianco · f1 alfiere del bianco · h1 torre del bianco | a8 torre del nero · c8 alfiere del nero · e8 re del nero · h8 torre del nero · a7 pedone del nero · b7 pedone del nero · c7 pedone del nero · d7 pedone del nero · e7 donna del nero · f7 pedone del nero · g7 pedone del nero · h7 pedone del nero · e5 cavallo del nero · b4 alfiere del nero · c4 pedone del bianco · f4 alfiere del bianco · a3 pedone del bianco · b2 pedone del bianco · d2 cavallo del bianco · e2 pedone del bianco · f2 pedone del bianco · g2 pedone del bianco · h2 pedone del bianco · a1 torre del bianco · d1 donna del bianco · e1 re del bianco · f1 alfiere del bianco · h1 torre del bianco | a8 torre del nero · c8 alfiere del nero · e8 re del nero · h8 torre del nero · a7 pedone del nero · b7 pedone del nero · c7 pedone del nero · d7 pedone del nero · e7 donna del nero · f7 pedone del nero · g7 pedone del nero · h7 pedone del nero · e5 cavallo del nero · b4 alfiere del nero · c4 pedone del bianco · f4 alfiere del bianco · a3 pedone del bianco · b2 pedone del bianco · d2 cavallo del bianco · e2 pedone del bianco · f2 pedone del bianco · g2 pedone del bianco · h2 pedone del bianco · a1 torre del bianco · d1 donna del bianco · e1 re del bianco · f1 alfiere del bianco · h1 torre del bianco | a8 torre del nero · c8 alfiere del nero · e8 re del nero · h8 torre del nero · a7 pedone del nero · b7 pedone del nero · c7 pedone del nero · d7 pedone del nero · e7 donna del nero · f7 pedone del nero · g7 pedone del nero · h7 pedone del nero · e5 cavallo del nero · b4 alfiere del nero · c4 pedone del bianco · f4 alfiere del bianco · a3 pedone del bianco · b2 pedone del bianco · d2 cavallo del bianco · e2 pedone del bianco · f2 pedone del bianco · g2 pedone del bianco · h2 pedone del bianco · a1 torre del bianco · d1 donna del bianco · e1 re del bianco · f1 alfiere del bianco · h1 torre del bianco | a8 torre del nero · c8 alfiere del nero · e8 re del nero · h8 torre del nero · a7 pedone del nero · b7 pedone del nero · c7 pedone del nero · d7 pedone del nero · e7 donna del nero · f7 pedone del nero · g7 pedone del nero · h7 pedone del nero · e5 cavallo del nero · b4 alfiere del nero · c4 pedone del bianco · f4 alfiere del bianco · a3 pedone del bianco · b2 pedone del bianco · d2 cavallo del bianco · e2 pedone del bianco · f2 pedone del bianco · g2 pedone del bianco · h2 pedone del bianco · a1 torre del bianco · d1 donna del bianco · e1 re del bianco · f1 alfiere del bianco · h1 torre del bianco | 6 |
| 5 | a8 torre del nero · c8 alfiere del nero · e8 re del nero · h8 torre del nero · a7 pedone del nero · b7 pedone del nero · c7 pedone del nero · d7 pedone del nero · e7 donna del nero · f7 pedone del nero · g7 pedone del nero · h7 pedone del nero · e5 cavallo del nero · b4 alfiere del nero · c4 pedone del bianco · f4 alfiere del bianco · a3 pedone del bianco · b2 pedone del bianco · d2 cavallo del bianco · e2 pedone del bianco · f2 pedone del bianco · g2 pedone del bianco · h2 pedone del bianco · a1 torre del bianco · d1 donna del bianco · e1 re del bianco · f1 alfiere del bianco · h1 torre del bianco | a8 torre del nero · c8 alfiere del nero · e8 re del nero · h8 torre del nero · a7 pedone del nero · b7 pedone del nero · c7 pedone del nero · d7 pedone del nero · e7 donna del nero · f7 pedone del nero · g7 pedone del nero · h7 pedone del nero · e5 cavallo del nero · b4 alfiere del nero · c4 pedone del bianco · f4 alfiere del bianco · a3 pedone del bianco · b2 pedone del bianco · d2 cavallo del bianco · e2 pedone del bianco · f2 pedone del bianco · g2 pedone del bianco · h2 pedone del bianco · a1 torre del bianco · d1 donna del bianco · e1 re del bianco · f1 alfiere del bianco · h1 torre del bianco | a8 torre del nero · c8 alfiere del nero · e8 re del nero · h8 torre del nero · a7 pedone del nero · b7 pedone del nero · c7 pedone del nero · d7 pedone del nero · e7 donna del nero · f7 pedone del nero · g7 pedone del nero · h7 pedone del nero · e5 cavallo del nero · b4 alfiere del nero · c4 pedone del bianco · f4 alfiere del bianco · a3 pedone del bianco · b2 pedone del bianco · d2 cavallo del bianco · e2 pedone del bianco · f2 pedone del bianco · g2 pedone del bianco · h2 pedone del bianco · a1 torre del bianco · d1 donna del bianco · e1 re del bianco · f1 alfiere del bianco · h1 torre del bianco | a8 torre del nero · c8 alfiere del nero · e8 re del nero · h8 torre del nero · a7 pedone del nero · b7 pedone del nero · c7 pedone del nero · d7 pedone del nero · e7 donna del nero · f7 pedone del nero · g7 pedone del nero · h7 pedone del nero · e5 cavallo del nero · b4 alfiere del nero · c4 pedone del bianco · f4 alfiere del bianco · a3 pedone del bianco · b2 pedone del bianco · d2 cavallo del bianco · e2 pedone del bianco · f2 pedone del bianco · g2 pedone del bianco · h2 pedone del bianco · a1 torre del bianco · d1 donna del bianco · e1 re del bianco · f1 alfiere del bianco · h1 torre del bianco | a8 torre del nero · c8 alfiere del nero · e8 re del nero · h8 torre del nero · a7 pedone del nero · b7 pedone del nero · c7 pedone del nero · d7 pedone del nero · e7 donna del nero · f7 pedone del nero · g7 pedone del nero · h7 pedone del nero · e5 cavallo del nero · b4 alfiere del nero · c4 pedone del bianco · f4 alfiere del bianco · a3 pedone del bianco · b2 pedone del bianco · d2 cavallo del bianco · e2 pedone del bianco · f2 pedone del bianco · g2 pedone del bianco · h2 pedone del bianco · a1 torre del bianco · d1 donna del bianco · e1 re del bianco · f1 alfiere del bianco · h1 torre del bianco | a8 torre del nero · c8 alfiere del nero · e8 re del nero · h8 torre del nero · a7 pedone del nero · b7 pedone del nero · c7 pedone del nero · d7 pedone del nero · e7 donna del nero · f7 pedone del nero · g7 pedone del nero · h7 pedone del nero · e5 cavallo del nero · b4 alfiere del nero · c4 pedone del bianco · f4 alfiere del bianco · a3 pedone del bianco · b2 pedone del bianco · d2 cavallo del bianco · e2 pedone del bianco · f2 pedone del bianco · g2 pedone del bianco · h2 pedone del bianco · a1 torre del bianco · d1 donna del bianco · e1 re del bianco · f1 alfiere del bianco · h1 torre del bianco | a8 torre del nero · c8 alfiere del nero · e8 re del nero · h8 torre del nero · a7 pedone del nero · b7 pedone del nero · c7 pedone del nero · d7 pedone del nero · e7 donna del nero · f7 pedone del nero · g7 pedone del nero · h7 pedone del nero · e5 cavallo del nero · b4 alfiere del nero · c4 pedone del bianco · f4 alfiere del bianco · a3 pedone del bianco · b2 pedone del bianco · d2 cavallo del bianco · e2 pedone del bianco · f2 pedone del bianco · g2 pedone del bianco · h2 pedone del bianco · a1 torre del bianco · d1 donna del bianco · e1 re del bianco · f1 alfiere del bianco · h1 torre del bianco | a8 torre del nero · c8 alfiere del nero · e8 re del nero · h8 torre del nero · a7 pedone del nero · b7 pedone del nero · c7 pedone del nero · d7 pedone del nero · e7 donna del nero · f7 pedone del nero · g7 pedone del nero · h7 pedone del nero · e5 cavallo del nero · b4 alfiere del nero · c4 pedone del bianco · f4 alfiere del bianco · a3 pedone del bianco · b2 pedone del bianco · d2 cavallo del bianco · e2 pedone del bianco · f2 pedone del bianco · g2 pedone del bianco · h2 pedone del bianco · a1 torre del bianco · d1 donna del bianco · e1 re del bianco · f1 alfiere del bianco · h1 torre del bianco | 5 |
| 4 | a8 torre del nero · c8 alfiere del nero · e8 re del nero · h8 torre del nero · a7 pedone del nero · b7 pedone del nero · c7 pedone del nero · d7 pedone del nero · e7 donna del nero · f7 pedone del nero · g7 pedone del nero · h7 pedone del nero · e5 cavallo del nero · b4 alfiere del nero · c4 pedone del bianco · f4 alfiere del bianco · a3 pedone del bianco · b2 pedone del bianco · d2 cavallo del bianco · e2 pedone del bianco · f2 pedone del bianco · g2 pedone del bianco · h2 pedone del bianco · a1 torre del bianco · d1 donna del bianco · e1 re del bianco · f1 alfiere del bianco · h1 torre del bianco | a8 torre del nero · c8 alfiere del nero · e8 re del nero · h8 torre del nero · a7 pedone del nero · b7 pedone del nero · c7 pedone del nero · d7 pedone del nero · e7 donna del nero · f7 pedone del nero · g7 pedone del nero · h7 pedone del nero · e5 cavallo del nero · b4 alfiere del nero · c4 pedone del bianco · f4 alfiere del bianco · a3 pedone del bianco · b2 pedone del bianco · d2 cavallo del bianco · e2 pedone del bianco · f2 pedone del bianco · g2 pedone del bianco · h2 pedone del bianco · a1 torre del bianco · d1 donna del bianco · e1 re del bianco · f1 alfiere del bianco · h1 torre del bianco | a8 torre del nero · c8 alfiere del nero · e8 re del nero · h8 torre del nero · a7 pedone del nero · b7 pedone del nero · c7 pedone del nero · d7 pedone del nero · e7 donna del nero · f7 pedone del nero · g7 pedone del nero · h7 pedone del nero · e5 cavallo del nero · b4 alfiere del nero · c4 pedone del bianco · f4 alfiere del bianco · a3 pedone del bianco · b2 pedone del bianco · d2 cavallo del bianco · e2 pedone del bianco · f2 pedone del bianco · g2 pedone del bianco · h2 pedone del bianco · a1 torre del bianco · d1 donna del bianco · e1 re del bianco · f1 alfiere del bianco · h1 torre del bianco | a8 torre del nero · c8 alfiere del nero · e8 re del nero · h8 torre del nero · a7 pedone del nero · b7 pedone del nero · c7 pedone del nero · d7 pedone del nero · e7 donna del nero · f7 pedone del nero · g7 pedone del nero · h7 pedone del nero · e5 cavallo del nero · b4 alfiere del nero · c4 pedone del bianco · f4 alfiere del bianco · a3 pedone del bianco · b2 pedone del bianco · d2 cavallo del bianco · e2 pedone del bianco · f2 pedone del bianco · g2 pedone del bianco · h2 pedone del bianco · a1 torre del bianco · d1 donna del bianco · e1 re del bianco · f1 alfiere del bianco · h1 torre del bianco | a8 torre del nero · c8 alfiere del nero · e8 re del nero · h8 torre del nero · a7 pedone del nero · b7 pedone del nero · c7 pedone del nero · d7 pedone del nero · e7 donna del nero · f7 pedone del nero · g7 pedone del nero · h7 pedone del nero · e5 cavallo del nero · b4 alfiere del nero · c4 pedone del bianco · f4 alfiere del bianco · a3 pedone del bianco · b2 pedone del bianco · d2 cavallo del bianco · e2 pedone del bianco · f2 pedone del bianco · g2 pedone del bianco · h2 pedone del bianco · a1 torre del bianco · d1 donna del bianco · e1 re del bianco · f1 alfiere del bianco · h1 torre del bianco | a8 torre del nero · c8 alfiere del nero · e8 re del nero · h8 torre del nero · a7 pedone del nero · b7 pedone del nero · c7 pedone del nero · d7 pedone del nero · e7 donna del nero · f7 pedone del nero · g7 pedone del nero · h7 pedone del nero · e5 cavallo del nero · b4 alfiere del nero · c4 pedone del bianco · f4 alfiere del bianco · a3 pedone del bianco · b2 pedone del bianco · d2 cavallo del bianco · e2 pedone del bianco · f2 pedone del bianco · g2 pedone del bianco · h2 pedone del bianco · a1 torre del bianco · d1 donna del bianco · e1 re del bianco · f1 alfiere del bianco · h1 torre del bianco | a8 torre del nero · c8 alfiere del nero · e8 re del nero · h8 torre del nero · a7 pedone del nero · b7 pedone del nero · c7 pedone del nero · d7 pedone del nero · e7 donna del nero · f7 pedone del nero · g7 pedone del nero · h7 pedone del nero · e5 cavallo del nero · b4 alfiere del nero · c4 pedone del bianco · f4 alfiere del bianco · a3 pedone del bianco · b2 pedone del bianco · d2 cavallo del bianco · e2 pedone del bianco · f2 pedone del bianco · g2 pedone del bianco · h2 pedone del bianco · a1 torre del bianco · d1 donna del bianco · e1 re del bianco · f1 alfiere del bianco · h1 torre del bianco | a8 torre del nero · c8 alfiere del nero · e8 re del nero · h8 torre del nero · a7 pedone del nero · b7 pedone del nero · c7 pedone del nero · d7 pedone del nero · e7 donna del nero · f7 pedone del nero · g7 pedone del nero · h7 pedone del nero · e5 cavallo del nero · b4 alfiere del nero · c4 pedone del bianco · f4 alfiere del bianco · a3 pedone del bianco · b2 pedone del bianco · d2 cavallo del bianco · e2 pedone del bianco · f2 pedone del bianco · g2 pedone del bianco · h2 pedone del bianco · a1 torre del bianco · d1 donna del bianco · e1 re del bianco · f1 alfiere del bianco · h1 torre del bianco | 4 |
| 3 | a8 torre del nero · c8 alfiere del nero · e8 re del nero · h8 torre del nero · a7 pedone del nero · b7 pedone del nero · c7 pedone del nero · d7 pedone del nero · e7 donna del nero · f7 pedone del nero · g7 pedone del nero · h7 pedone del nero · e5 cavallo del nero · b4 alfiere del nero · c4 pedone del bianco · f4 alfiere del bianco · a3 pedone del bianco · b2 pedone del bianco · d2 cavallo del bianco · e2 pedone del bianco · f2 pedone del bianco · g2 pedone del bianco · h2 pedone del bianco · a1 torre del bianco · d1 donna del bianco · e1 re del bianco · f1 alfiere del bianco · h1 torre del bianco | a8 torre del nero · c8 alfiere del nero · e8 re del nero · h8 torre del nero · a7 pedone del nero · b7 pedone del nero · c7 pedone del nero · d7 pedone del nero · e7 donna del nero · f7 pedone del nero · g7 pedone del nero · h7 pedone del nero · e5 cavallo del nero · b4 alfiere del nero · c4 pedone del bianco · f4 alfiere del bianco · a3 pedone del bianco · b2 pedone del bianco · d2 cavallo del bianco · e2 pedone del bianco · f2 pedone del bianco · g2 pedone del bianco · h2 pedone del bianco · a1 torre del bianco · d1 donna del bianco · e1 re del bianco · f1 alfiere del bianco · h1 torre del bianco | a8 torre del nero · c8 alfiere del nero · e8 re del nero · h8 torre del nero · a7 pedone del nero · b7 pedone del nero · c7 pedone del nero · d7 pedone del nero · e7 donna del nero · f7 pedone del nero · g7 pedone del nero · h7 pedone del nero · e5 cavallo del nero · b4 alfiere del nero · c4 pedone del bianco · f4 alfiere del bianco · a3 pedone del bianco · b2 pedone del bianco · d2 cavallo del bianco · e2 pedone del bianco · f2 pedone del bianco · g2 pedone del bianco · h2 pedone del bianco · a1 torre del bianco · d1 donna del bianco · e1 re del bianco · f1 alfiere del bianco · h1 torre del bianco | a8 torre del nero · c8 alfiere del nero · e8 re del nero · h8 torre del nero · a7 pedone del nero · b7 pedone del nero · c7 pedone del nero · d7 pedone del nero · e7 donna del nero · f7 pedone del nero · g7 pedone del nero · h7 pedone del nero · e5 cavallo del nero · b4 alfiere del nero · c4 pedone del bianco · f4 alfiere del bianco · a3 pedone del bianco · b2 pedone del bianco · d2 cavallo del bianco · e2 pedone del bianco · f2 pedone del bianco · g2 pedone del bianco · h2 pedone del bianco · a1 torre del bianco · d1 donna del bianco · e1 re del bianco · f1 alfiere del bianco · h1 torre del bianco | a8 torre del nero · c8 alfiere del nero · e8 re del nero · h8 torre del nero · a7 pedone del nero · b7 pedone del nero · c7 pedone del nero · d7 pedone del nero · e7 donna del nero · f7 pedone del nero · g7 pedone del nero · h7 pedone del nero · e5 cavallo del nero · b4 alfiere del nero · c4 pedone del bianco · f4 alfiere del bianco · a3 pedone del bianco · b2 pedone del bianco · d2 cavallo del bianco · e2 pedone del bianco · f2 pedone del bianco · g2 pedone del bianco · h2 pedone del bianco · a1 torre del bianco · d1 donna del bianco · e1 re del bianco · f1 alfiere del bianco · h1 torre del bianco | a8 torre del nero · c8 alfiere del nero · e8 re del nero · h8 torre del nero · a7 pedone del nero · b7 pedone del nero · c7 pedone del nero · d7 pedone del nero · e7 donna del nero · f7 pedone del nero · g7 pedone del nero · h7 pedone del nero · e5 cavallo del nero · b4 alfiere del nero · c4 pedone del bianco · f4 alfiere del bianco · a3 pedone del bianco · b2 pedone del bianco · d2 cavallo del bianco · e2 pedone del bianco · f2 pedone del bianco · g2 pedone del bianco · h2 pedone del bianco · a1 torre del bianco · d1 donna del bianco · e1 re del bianco · f1 alfiere del bianco · h1 torre del bianco | a8 torre del nero · c8 alfiere del nero · e8 re del nero · h8 torre del nero · a7 pedone del nero · b7 pedone del nero · c7 pedone del nero · d7 pedone del nero · e7 donna del nero · f7 pedone del nero · g7 pedone del nero · h7 pedone del nero · e5 cavallo del nero · b4 alfiere del nero · c4 pedone del bianco · f4 alfiere del bianco · a3 pedone del bianco · b2 pedone del bianco · d2 cavallo del bianco · e2 pedone del bianco · f2 pedone del bianco · g2 pedone del bianco · h2 pedone del bianco · a1 torre del bianco · d1 donna del bianco · e1 re del bianco · f1 alfiere del bianco · h1 torre del bianco | a8 torre del nero · c8 alfiere del nero · e8 re del nero · h8 torre del nero · a7 pedone del nero · b7 pedone del nero · c7 pedone del nero · d7 pedone del nero · e7 donna del nero · f7 pedone del nero · g7 pedone del nero · h7 pedone del nero · e5 cavallo del nero · b4 alfiere del nero · c4 pedone del bianco · f4 alfiere del bianco · a3 pedone del bianco · b2 pedone del bianco · d2 cavallo del bianco · e2 pedone del bianco · f2 pedone del bianco · g2 pedone del bianco · h2 pedone del bianco · a1 torre del bianco · d1 donna del bianco · e1 re del bianco · f1 alfiere del bianco · h1 torre del bianco | 3 |
| 2 | a8 torre del nero · c8 alfiere del nero · e8 re del nero · h8 torre del nero · a7 pedone del nero · b7 pedone del nero · c7 pedone del nero · d7 pedone del nero · e7 donna del nero · f7 pedone del nero · g7 pedone del nero · h7 pedone del nero · e5 cavallo del nero · b4 alfiere del nero · c4 pedone del bianco · f4 alfiere del bianco · a3 pedone del bianco · b2 pedone del bianco · d2 cavallo del bianco · e2 pedone del bianco · f2 pedone del bianco · g2 pedone del bianco · h2 pedone del bianco · a1 torre del bianco · d1 donna del bianco · e1 re del bianco · f1 alfiere del bianco · h1 torre del bianco | a8 torre del nero · c8 alfiere del nero · e8 re del nero · h8 torre del nero · a7 pedone del nero · b7 pedone del nero · c7 pedone del nero · d7 pedone del nero · e7 donna del nero · f7 pedone del nero · g7 pedone del nero · h7 pedone del nero · e5 cavallo del nero · b4 alfiere del nero · c4 pedone del bianco · f4 alfiere del bianco · a3 pedone del bianco · b2 pedone del bianco · d2 cavallo del bianco · e2 pedone del bianco · f2 pedone del bianco · g2 pedone del bianco · h2 pedone del bianco · a1 torre del bianco · d1 donna del bianco · e1 re del bianco · f1 alfiere del bianco · h1 torre del bianco | a8 torre del nero · c8 alfiere del nero · e8 re del nero · h8 torre del nero · a7 pedone del nero · b7 pedone del nero · c7 pedone del nero · d7 pedone del nero · e7 donna del nero · f7 pedone del nero · g7 pedone del nero · h7 pedone del nero · e5 cavallo del nero · b4 alfiere del nero · c4 pedone del bianco · f4 alfiere del bianco · a3 pedone del bianco · b2 pedone del bianco · d2 cavallo del bianco · e2 pedone del bianco · f2 pedone del bianco · g2 pedone del bianco · h2 pedone del bianco · a1 torre del bianco · d1 donna del bianco · e1 re del bianco · f1 alfiere del bianco · h1 torre del bianco | a8 torre del nero · c8 alfiere del nero · e8 re del nero · h8 torre del nero · a7 pedone del nero · b7 pedone del nero · c7 pedone del nero · d7 pedone del nero · e7 donna del nero · f7 pedone del nero · g7 pedone del nero · h7 pedone del nero · e5 cavallo del nero · b4 alfiere del nero · c4 pedone del bianco · f4 alfiere del bianco · a3 pedone del bianco · b2 pedone del bianco · d2 cavallo del bianco · e2 pedone del bianco · f2 pedone del bianco · g2 pedone del bianco · h2 pedone del bianco · a1 torre del bianco · d1 donna del bianco · e1 re del bianco · f1 alfiere del bianco · h1 torre del bianco | a8 torre del nero · c8 alfiere del nero · e8 re del nero · h8 torre del nero · a7 pedone del nero · b7 pedone del nero · c7 pedone del nero · d7 pedone del nero · e7 donna del nero · f7 pedone del nero · g7 pedone del nero · h7 pedone del nero · e5 cavallo del nero · b4 alfiere del nero · c4 pedone del bianco · f4 alfiere del bianco · a3 pedone del bianco · b2 pedone del bianco · d2 cavallo del bianco · e2 pedone del bianco · f2 pedone del bianco · g2 pedone del bianco · h2 pedone del bianco · a1 torre del bianco · d1 donna del bianco · e1 re del bianco · f1 alfiere del bianco · h1 torre del bianco | a8 torre del nero · c8 alfiere del nero · e8 re del nero · h8 torre del nero · a7 pedone del nero · b7 pedone del nero · c7 pedone del nero · d7 pedone del nero · e7 donna del nero · f7 pedone del nero · g7 pedone del nero · h7 pedone del nero · e5 cavallo del nero · b4 alfiere del nero · c4 pedone del bianco · f4 alfiere del bianco · a3 pedone del bianco · b2 pedone del bianco · d2 cavallo del bianco · e2 pedone del bianco · f2 pedone del bianco · g2 pedone del bianco · h2 pedone del bianco · a1 torre del bianco · d1 donna del bianco · e1 re del bianco · f1 alfiere del bianco · h1 torre del bianco | a8 torre del nero · c8 alfiere del nero · e8 re del nero · h8 torre del nero · a7 pedone del nero · b7 pedone del nero · c7 pedone del nero · d7 pedone del nero · e7 donna del nero · f7 pedone del nero · g7 pedone del nero · h7 pedone del nero · e5 cavallo del nero · b4 alfiere del nero · c4 pedone del bianco · f4 alfiere del bianco · a3 pedone del bianco · b2 pedone del bianco · d2 cavallo del bianco · e2 pedone del bianco · f2 pedone del bianco · g2 pedone del bianco · h2 pedone del bianco · a1 torre del bianco · d1 donna del bianco · e1 re del bianco · f1 alfiere del bianco · h1 torre del bianco | a8 torre del nero · c8 alfiere del nero · e8 re del nero · h8 torre del nero · a7 pedone del nero · b7 pedone del nero · c7 pedone del nero · d7 pedone del nero · e7 donna del nero · f7 pedone del nero · g7 pedone del nero · h7 pedone del nero · e5 cavallo del nero · b4 alfiere del nero · c4 pedone del bianco · f4 alfiere del bianco · a3 pedone del bianco · b2 pedone del bianco · d2 cavallo del bianco · e2 pedone del bianco · f2 pedone del bianco · g2 pedone del bianco · h2 pedone del bianco · a1 torre del bianco · d1 donna del bianco · e1 re del bianco · f1 alfiere del bianco · h1 torre del bianco | 2 |
| 1 | a8 torre del nero · c8 alfiere del nero · e8 re del nero · h8 torre del nero · a7 pedone del nero · b7 pedone del nero · c7 pedone del nero · d7 pedone del nero · e7 donna del nero · f7 pedone del nero · g7 pedone del nero · h7 pedone del nero · e5 cavallo del nero · b4 alfiere del nero · c4 pedone del bianco · f4 alfiere del bianco · a3 pedone del bianco · b2 pedone del bianco · d2 cavallo del bianco · e2 pedone del bianco · f2 pedone del bianco · g2 pedone del bianco · h2 pedone del bianco · a1 torre del bianco · d1 donna del bianco · e1 re del bianco · f1 alfiere del bianco · h1 torre del bianco | a8 torre del nero · c8 alfiere del nero · e8 re del nero · h8 torre del nero · a7 pedone del nero · b7 pedone del nero · c7 pedone del nero · d7 pedone del nero · e7 donna del nero · f7 pedone del nero · g7 pedone del nero · h7 pedone del nero · e5 cavallo del nero · b4 alfiere del nero · c4 pedone del bianco · f4 alfiere del bianco · a3 pedone del bianco · b2 pedone del bianco · d2 cavallo del bianco · e2 pedone del bianco · f2 pedone del bianco · g2 pedone del bianco · h2 pedone del bianco · a1 torre del bianco · d1 donna del bianco · e1 re del bianco · f1 alfiere del bianco · h1 torre del bianco | a8 torre del nero · c8 alfiere del nero · e8 re del nero · h8 torre del nero · a7 pedone del nero · b7 pedone del nero · c7 pedone del nero · d7 pedone del nero · e7 donna del nero · f7 pedone del nero · g7 pedone del nero · h7 pedone del nero · e5 cavallo del nero · b4 alfiere del nero · c4 pedone del bianco · f4 alfiere del bianco · a3 pedone del bianco · b2 pedone del bianco · d2 cavallo del bianco · e2 pedone del bianco · f2 pedone del bianco · g2 pedone del bianco · h2 pedone del bianco · a1 torre del bianco · d1 donna del bianco · e1 re del bianco · f1 alfiere del bianco · h1 torre del bianco | a8 torre del nero · c8 alfiere del nero · e8 re del nero · h8 torre del nero · a7 pedone del nero · b7 pedone del nero · c7 pedone del nero · d7 pedone del nero · e7 donna del nero · f7 pedone del nero · g7 pedone del nero · h7 pedone del nero · e5 cavallo del nero · b4 alfiere del nero · c4 pedone del bianco · f4 alfiere del bianco · a3 pedone del bianco · b2 pedone del bianco · d2 cavallo del bianco · e2 pedone del bianco · f2 pedone del bianco · g2 pedone del bianco · h2 pedone del bianco · a1 torre del bianco · d1 donna del bianco · e1 re del bianco · f1 alfiere del bianco · h1 torre del bianco | a8 torre del nero · c8 alfiere del nero · e8 re del nero · h8 torre del nero · a7 pedone del nero · b7 pedone del nero · c7 pedone del nero · d7 pedone del nero · e7 donna del nero · f7 pedone del nero · g7 pedone del nero · h7 pedone del nero · e5 cavallo del nero · b4 alfiere del nero · c4 pedone del bianco · f4 alfiere del bianco · a3 pedone del bianco · b2 pedone del bianco · d2 cavallo del bianco · e2 pedone del bianco · f2 pedone del bianco · g2 pedone del bianco · h2 pedone del bianco · a1 torre del bianco · d1 donna del bianco · e1 re del bianco · f1 alfiere del bianco · h1 torre del bianco | a8 torre del nero · c8 alfiere del nero · e8 re del nero · h8 torre del nero · a7 pedone del nero · b7 pedone del nero · c7 pedone del nero · d7 pedone del nero · e7 donna del nero · f7 pedone del nero · g7 pedone del nero · h7 pedone del nero · e5 cavallo del nero · b4 alfiere del nero · c4 pedone del bianco · f4 alfiere del bianco · a3 pedone del bianco · b2 pedone del bianco · d2 cavallo del bianco · e2 pedone del bianco · f2 pedone del bianco · g2 pedone del bianco · h2 pedone del bianco · a1 torre del bianco · d1 donna del bianco · e1 re del bianco · f1 alfiere del bianco · h1 torre del bianco | a8 torre del nero · c8 alfiere del nero · e8 re del nero · h8 torre del nero · a7 pedone del nero · b7 pedone del nero · c7 pedone del nero · d7 pedone del nero · e7 donna del nero · f7 pedone del nero · g7 pedone del nero · h7 pedone del nero · e5 cavallo del nero · b4 alfiere del nero · c4 pedone del bianco · f4 alfiere del bianco · a3 pedone del bianco · b2 pedone del bianco · d2 cavallo del bianco · e2 pedone del bianco · f2 pedone del bianco · g2 pedone del bianco · h2 pedone del bianco · a1 torre del bianco · d1 donna del bianco · e1 re del bianco · f1 alfiere del bianco · h1 torre del bianco | a8 torre del nero · c8 alfiere del nero · e8 re del nero · h8 torre del nero · a7 pedone del nero · b7 pedone del nero · c7 pedone del nero · d7 pedone del nero · e7 donna del nero · f7 pedone del nero · g7 pedone del nero · h7 pedone del nero · e5 cavallo del nero · b4 alfiere del nero · c4 pedone del bianco · f4 alfiere del bianco · a3 pedone del bianco · b2 pedone del bianco · d2 cavallo del bianco · e2 pedone del bianco · f2 pedone del bianco · g2 pedone del bianco · h2 pedone del bianco · a1 torre del bianco · d1 donna del bianco · e1 re del bianco · f1 alfiere del bianco · h1 torre del bianco | 1 |
|   | a | b | c | d | e | f | g | h |   |

Il Matto di Budapest è una tipica trappola d'apertura scacchistica, che consiste in uno scacco matto in poche mosse. Prende il nome dal gambetto di Budapest ed infatti ne è una possibile evoluzione.
Le mosse (in notazione algebrica) sono: 1.d4 Cf6 2.c4 e5 3.dxe5 Cg4 4.Af4 Cc6 5.Cf3 Ab4+ 6.Cbd2 De7 7.a3 Cgxe5 8.Cxe5 Cxe5! portandoci alla posizione della figura.
Se il bianco cade nel trabocchetto e tenta di guadagnare la figura 9 a:b4??, Cd3#! si arriva al matto con il solo scacco di cavallo in quanto il Re bianco rimane prigioniero dei suoi stessi pezzi. Questo tipo di scacco matto si chiama matto affogato.
|   | a | b | c | d | e | f | g | h |   |
| 8 | a8 torre del nero · c8 alfiere del nero · e8 re del nero · h8 torre del nero · a7 pedone del nero · b7 pedone del nero · c7 pedone del nero · d7 pedone del nero · e7 donna del nero · f7 pedone del nero · g7 pedone del nero · h7 pedone del nero · e6 cerchio nero · e5 cerchio nero · b4 pedone del bianco · c4 pedone del bianco · e4 cerchio nero · f4 alfiere del bianco · d3 cavallo del nero · e3 cerchio nero · b2 pedone del bianco · d2 cavallo del bianco · e2 pedone del bianco · f2 pedone del bianco · g2 pedone del bianco · h2 pedone del bianco · a1 torre del bianco · d1 donna del bianco · e1 re del bianco · f1 alfiere del bianco · h1 torre del bianco | a8 torre del nero · c8 alfiere del nero · e8 re del nero · h8 torre del nero · a7 pedone del nero · b7 pedone del nero · c7 pedone del nero · d7 pedone del nero · e7 donna del nero · f7 pedone del nero · g7 pedone del nero · h7 pedone del nero · e6 cerchio nero · e5 cerchio nero · b4 pedone del bianco · c4 pedone del bianco · e4 cerchio nero · f4 alfiere del bianco · d3 cavallo del nero · e3 cerchio nero · b2 pedone del bianco · d2 cavallo del bianco · e2 pedone del bianco · f2 pedone del bianco · g2 pedone del bianco · h2 pedone del bianco · a1 torre del bianco · d1 donna del bianco · e1 re del bianco · f1 alfiere del bianco · h1 torre del bianco | a8 torre del nero · c8 alfiere del nero · e8 re del nero · h8 torre del nero · a7 pedone del nero · b7 pedone del nero · c7 pedone del nero · d7 pedone del nero · e7 donna del nero · f7 pedone del nero · g7 pedone del nero · h7 pedone del nero · e6 cerchio nero · e5 cerchio nero · b4 pedone del bianco · c4 pedone del bianco · e4 cerchio nero · f4 alfiere del bianco · d3 cavallo del nero · e3 cerchio nero · b2 pedone del bianco · d2 cavallo del bianco · e2 pedone del bianco · f2 pedone del bianco · g2 pedone del bianco · h2 pedone del bianco · a1 torre del bianco · d1 donna del bianco · e1 re del bianco · f1 alfiere del bianco · h1 torre del bianco | a8 torre del nero · c8 alfiere del nero · e8 re del nero · h8 torre del nero · a7 pedone del nero · b7 pedone del nero · c7 pedone del nero · d7 pedone del nero · e7 donna del nero · f7 pedone del nero · g7 pedone del nero · h7 pedone del nero · e6 cerchio nero · e5 cerchio nero · b4 pedone del bianco · c4 pedone del bianco · e4 cerchio nero · f4 alfiere del bianco · d3 cavallo del nero · e3 cerchio nero · b2 pedone del bianco · d2 cavallo del bianco · e2 pedone del bianco · f2 pedone del bianco · g2 pedone del bianco · h2 pedone del bianco · a1 torre del bianco · d1 donna del bianco · e1 re del bianco · f1 alfiere del bianco · h1 torre del bianco | a8 torre del nero · c8 alfiere del nero · e8 re del nero · h8 torre del nero · a7 pedone del nero · b7 pedone del nero · c7 pedone del nero · d7 pedone del nero · e7 donna del nero · f7 pedone del nero · g7 pedone del nero · h7 pedone del nero · e6 cerchio nero · e5 cerchio nero · b4 pedone del bianco · c4 pedone del bianco · e4 cerchio nero · f4 alfiere del bianco · d3 cavallo del nero · e3 cerchio nero · b2 pedone del bianco · d2 cavallo del bianco · e2 pedone del bianco · f2 pedone del bianco · g2 pedone del bianco · h2 pedone del bianco · a1 torre del bianco · d1 donna del bianco · e1 re del bianco · f1 alfiere del bianco · h1 torre del bianco | a8 torre del nero · c8 alfiere del nero · e8 re del nero · h8 torre del nero · a7 pedone del nero · b7 pedone del nero · c7 pedone del nero · d7 pedone del nero · e7 donna del nero · f7 pedone del nero · g7 pedone del nero · h7 pedone del nero · e6 cerchio nero · e5 cerchio nero · b4 pedone del bianco · c4 pedone del bianco · e4 cerchio nero · f4 alfiere del bianco · d3 cavallo del nero · e3 cerchio nero · b2 pedone del bianco · d2 cavallo del bianco · e2 pedone del bianco · f2 pedone del bianco · g2 pedone del bianco · h2 pedone del bianco · a1 torre del bianco · d1 donna del bianco · e1 re del bianco · f1 alfiere del bianco · h1 torre del bianco | a8 torre del nero · c8 alfiere del nero · e8 re del nero · h8 torre del nero · a7 pedone del nero · b7 pedone del nero · c7 pedone del nero · d7 pedone del nero · e7 donna del nero · f7 pedone del nero · g7 pedone del nero · h7 pedone del nero · e6 cerchio nero · e5 cerchio nero · b4 pedone del bianco · c4 pedone del bianco · e4 cerchio nero · f4 alfiere del bianco · d3 cavallo del nero · e3 cerchio nero · b2 pedone del bianco · d2 cavallo del bianco · e2 pedone del bianco · f2 pedone del bianco · g2 pedone del bianco · h2 pedone del bianco · a1 torre del bianco · d1 donna del bianco · e1 re del bianco · f1 alfiere del bianco · h1 torre del bianco | a8 torre del nero · c8 alfiere del nero · e8 re del nero · h8 torre del nero · a7 pedone del nero · b7 pedone del nero · c7 pedone del nero · d7 pedone del nero · e7 donna del nero · f7 pedone del nero · g7 pedone del nero · h7 pedone del nero · e6 cerchio nero · e5 cerchio nero · b4 pedone del bianco · c4 pedone del bianco · e4 cerchio nero · f4 alfiere del bianco · d3 cavallo del nero · e3 cerchio nero · b2 pedone del bianco · d2 cavallo del bianco · e2 pedone del bianco · f2 pedone del bianco · g2 pedone del bianco · h2 pedone del bianco · a1 torre del bianco · d1 donna del bianco · e1 re del bianco · f1 alfiere del bianco · h1 torre del bianco | 8 |
| 7 | a8 torre del nero · c8 alfiere del nero · e8 re del nero · h8 torre del nero · a7 pedone del nero · b7 pedone del nero · c7 pedone del nero · d7 pedone del nero · e7 donna del nero · f7 pedone del nero · g7 pedone del nero · h7 pedone del nero · e6 cerchio nero · e5 cerchio nero · b4 pedone del bianco · c4 pedone del bianco · e4 cerchio nero · f4 alfiere del bianco · d3 cavallo del nero · e3 cerchio nero · b2 pedone del bianco · d2 cavallo del bianco · e2 pedone del bianco · f2 pedone del bianco · g2 pedone del bianco · h2 pedone del bianco · a1 torre del bianco · d1 donna del bianco · e1 re del bianco · f1 alfiere del bianco · h1 torre del bianco | a8 torre del nero · c8 alfiere del nero · e8 re del nero · h8 torre del nero · a7 pedone del nero · b7 pedone del nero · c7 pedone del nero · d7 pedone del nero · e7 donna del nero · f7 pedone del nero · g7 pedone del nero · h7 pedone del nero · e6 cerchio nero · e5 cerchio nero · b4 pedone del bianco · c4 pedone del bianco · e4 cerchio nero · f4 alfiere del bianco · d3 cavallo del nero · e3 cerchio nero · b2 pedone del bianco · d2 cavallo del bianco · e2 pedone del bianco · f2 pedone del bianco · g2 pedone del bianco · h2 pedone del bianco · a1 torre del bianco · d1 donna del bianco · e1 re del bianco · f1 alfiere del bianco · h1 torre del bianco | a8 torre del nero · c8 alfiere del nero · e8 re del nero · h8 torre del nero · a7 pedone del nero · b7 pedone del nero · c7 pedone del nero · d7 pedone del nero · e7 donna del nero · f7 pedone del nero · g7 pedone del nero · h7 pedone del nero · e6 cerchio nero · e5 cerchio nero · b4 pedone del bianco · c4 pedone del bianco · e4 cerchio nero · f4 alfiere del bianco · d3 cavallo del nero · e3 cerchio nero · b2 pedone del bianco · d2 cavallo del bianco · e2 pedone del bianco · f2 pedone del bianco · g2 pedone del bianco · h2 pedone del bianco · a1 torre del bianco · d1 donna del bianco · e1 re del bianco · f1 alfiere del bianco · h1 torre del bianco | a8 torre del nero · c8 alfiere del nero · e8 re del nero · h8 torre del nero · a7 pedone del nero · b7 pedone del nero · c7 pedone del nero · d7 pedone del nero · e7 donna del nero · f7 pedone del nero · g7 pedone del nero · h7 pedone del nero · e6 cerchio nero · e5 cerchio nero · b4 pedone del bianco · c4 pedone del bianco · e4 cerchio nero · f4 alfiere del bianco · d3 cavallo del nero · e3 cerchio nero · b2 pedone del bianco · d2 cavallo del bianco · e2 pedone del bianco · f2 pedone del bianco · g2 pedone del bianco · h2 pedone del bianco · a1 torre del bianco · d1 donna del bianco · e1 re del bianco · f1 alfiere del bianco · h1 torre del bianco | a8 torre del nero · c8 alfiere del nero · e8 re del nero · h8 torre del nero · a7 pedone del nero · b7 pedone del nero · c7 pedone del nero · d7 pedone del nero · e7 donna del nero · f7 pedone del nero · g7 pedone del nero · h7 pedone del nero · e6 cerchio nero · e5 cerchio nero · b4 pedone del bianco · c4 pedone del bianco · e4 cerchio nero · f4 alfiere del bianco · d3 cavallo del nero · e3 cerchio nero · b2 pedone del bianco · d2 cavallo del bianco · e2 pedone del bianco · f2 pedone del bianco · g2 pedone del bianco · h2 pedone del bianco · a1 torre del bianco · d1 donna del bianco · e1 re del bianco · f1 alfiere del bianco · h1 torre del bianco | a8 torre del nero · c8 alfiere del nero · e8 re del nero · h8 torre del nero · a7 pedone del nero · b7 pedone del nero · c7 pedone del nero · d7 pedone del nero · e7 donna del nero · f7 pedone del nero · g7 pedone del nero · h7 pedone del nero · e6 cerchio nero · e5 cerchio nero · b4 pedone del bianco · c4 pedone del bianco · e4 cerchio nero · f4 alfiere del bianco · d3 cavallo del nero · e3 cerchio nero · b2 pedone del bianco · d2 cavallo del bianco · e2 pedone del bianco · f2 pedone del bianco · g2 pedone del bianco · h2 pedone del bianco · a1 torre del bianco · d1 donna del bianco · e1 re del bianco · f1 alfiere del bianco · h1 torre del bianco | a8 torre del nero · c8 alfiere del nero · e8 re del nero · h8 torre del nero · a7 pedone del nero · b7 pedone del nero · c7 pedone del nero · d7 pedone del nero · e7 donna del nero · f7 pedone del nero · g7 pedone del nero · h7 pedone del nero · e6 cerchio nero · e5 cerchio nero · b4 pedone del bianco · c4 pedone del bianco · e4 cerchio nero · f4 alfiere del bianco · d3 cavallo del nero · e3 cerchio nero · b2 pedone del bianco · d2 cavallo del bianco · e2 pedone del bianco · f2 pedone del bianco · g2 pedone del bianco · h2 pedone del bianco · a1 torre del bianco · d1 donna del bianco · e1 re del bianco · f1 alfiere del bianco · h1 torre del bianco | a8 torre del nero · c8 alfiere del nero · e8 re del nero · h8 torre del nero · a7 pedone del nero · b7 pedone del nero · c7 pedone del nero · d7 pedone del nero · e7 donna del nero · f7 pedone del nero · g7 pedone del nero · h7 pedone del nero · e6 cerchio nero · e5 cerchio nero · b4 pedone del bianco · c4 pedone del bianco · e4 cerchio nero · f4 alfiere del bianco · d3 cavallo del nero · e3 cerchio nero · b2 pedone del bianco · d2 cavallo del bianco · e2 pedone del bianco · f2 pedone del bianco · g2 pedone del bianco · h2 pedone del bianco · a1 torre del bianco · d1 donna del bianco · e1 re del bianco · f1 alfiere del bianco · h1 torre del bianco | 7 |
| 6 | a8 torre del nero · c8 alfiere del nero · e8 re del nero · h8 torre del nero · a7 pedone del nero · b7 pedone del nero · c7 pedone del nero · d7 pedone del nero · e7 donna del nero · f7 pedone del nero · g7 pedone del nero · h7 pedone del nero · e6 cerchio nero · e5 cerchio nero · b4 pedone del bianco · c4 pedone del bianco · e4 cerchio nero · f4 alfiere del bianco · d3 cavallo del nero · e3 cerchio nero · b2 pedone del bianco · d2 cavallo del bianco · e2 pedone del bianco · f2 pedone del bianco · g2 pedone del bianco · h2 pedone del bianco · a1 torre del bianco · d1 donna del bianco · e1 re del bianco · f1 alfiere del bianco · h1 torre del bianco | a8 torre del nero · c8 alfiere del nero · e8 re del nero · h8 torre del nero · a7 pedone del nero · b7 pedone del nero · c7 pedone del nero · d7 pedone del nero · e7 donna del nero · f7 pedone del nero · g7 pedone del nero · h7 pedone del nero · e6 cerchio nero · e5 cerchio nero · b4 pedone del bianco · c4 pedone del bianco · e4 cerchio nero · f4 alfiere del bianco · d3 cavallo del nero · e3 cerchio nero · b2 pedone del bianco · d2 cavallo del bianco · e2 pedone del bianco · f2 pedone del bianco · g2 pedone del bianco · h2 pedone del bianco · a1 torre del bianco · d1 donna del bianco · e1 re del bianco · f1 alfiere del bianco · h1 torre del bianco | a8 torre del nero · c8 alfiere del nero · e8 re del nero · h8 torre del nero · a7 pedone del nero · b7 pedone del nero · c7 pedone del nero · d7 pedone del nero · e7 donna del nero · f7 pedone del nero · g7 pedone del nero · h7 pedone del nero · e6 cerchio nero · e5 cerchio nero · b4 pedone del bianco · c4 pedone del bianco · e4 cerchio nero · f4 alfiere del bianco · d3 cavallo del nero · e3 cerchio nero · b2 pedone del bianco · d2 cavallo del bianco · e2 pedone del bianco · f2 pedone del bianco · g2 pedone del bianco · h2 pedone del bianco · a1 torre del bianco · d1 donna del bianco · e1 re del bianco · f1 alfiere del bianco · h1 torre del bianco | a8 torre del nero · c8 alfiere del nero · e8 re del nero · h8 torre del nero · a7 pedone del nero · b7 pedone del nero · c7 pedone del nero · d7 pedone del nero · e7 donna del nero · f7 pedone del nero · g7 pedone del nero · h7 pedone del nero · e6 cerchio nero · e5 cerchio nero · b4 pedone del bianco · c4 pedone del bianco · e4 cerchio nero · f4 alfiere del bianco · d3 cavallo del nero · e3 cerchio nero · b2 pedone del bianco · d2 cavallo del bianco · e2 pedone del bianco · f2 pedone del bianco · g2 pedone del bianco · h2 pedone del bianco · a1 torre del bianco · d1 donna del bianco · e1 re del bianco · f1 alfiere del bianco · h1 torre del bianco | a8 torre del nero · c8 alfiere del nero · e8 re del nero · h8 torre del nero · a7 pedone del nero · b7 pedone del nero · c7 pedone del nero · d7 pedone del nero · e7 donna del nero · f7 pedone del nero · g7 pedone del nero · h7 pedone del nero · e6 cerchio nero · e5 cerchio nero · b4 pedone del bianco · c4 pedone del bianco · e4 cerchio nero · f4 alfiere del bianco · d3 cavallo del nero · e3 cerchio nero · b2 pedone del bianco · d2 cavallo del bianco · e2 pedone del bianco · f2 pedone del bianco · g2 pedone del bianco · h2 pedone del bianco · a1 torre del bianco · d1 donna del bianco · e1 re del bianco · f1 alfiere del bianco · h1 torre del bianco | a8 torre del nero · c8 alfiere del nero · e8 re del nero · h8 torre del nero · a7 pedone del nero · b7 pedone del nero · c7 pedone del nero · d7 pedone del nero · e7 donna del nero · f7 pedone del nero · g7 pedone del nero · h7 pedone del nero · e6 cerchio nero · e5 cerchio nero · b4 pedone del bianco · c4 pedone del bianco · e4 cerchio nero · f4 alfiere del bianco · d3 cavallo del nero · e3 cerchio nero · b2 pedone del bianco · d2 cavallo del bianco · e2 pedone del bianco · f2 pedone del bianco · g2 pedone del bianco · h2 pedone del bianco · a1 torre del bianco · d1 donna del bianco · e1 re del bianco · f1 alfiere del bianco · h1 torre del bianco | a8 torre del nero · c8 alfiere del nero · e8 re del nero · h8 torre del nero · a7 pedone del nero · b7 pedone del nero · c7 pedone del nero · d7 pedone del nero · e7 donna del nero · f7 pedone del nero · g7 pedone del nero · h7 pedone del nero · e6 cerchio nero · e5 cerchio nero · b4 pedone del bianco · c4 pedone del bianco · e4 cerchio nero · f4 alfiere del bianco · d3 cavallo del nero · e3 cerchio nero · b2 pedone del bianco · d2 cavallo del bianco · e2 pedone del bianco · f2 pedone del bianco · g2 pedone del bianco · h2 pedone del bianco · a1 torre del bianco · d1 donna del bianco · e1 re del bianco · f1 alfiere del bianco · h1 torre del bianco | a8 torre del nero · c8 alfiere del nero · e8 re del nero · h8 torre del nero · a7 pedone del nero · b7 pedone del nero · c7 pedone del nero · d7 pedone del nero · e7 donna del nero · f7 pedone del nero · g7 pedone del nero · h7 pedone del nero · e6 cerchio nero · e5 cerchio nero · b4 pedone del bianco · c4 pedone del bianco · e4 cerchio nero · f4 alfiere del bianco · d3 cavallo del nero · e3 cerchio nero · b2 pedone del bianco · d2 cavallo del bianco · e2 pedone del bianco · f2 pedone del bianco · g2 pedone del bianco · h2 pedone del bianco · a1 torre del bianco · d1 donna del bianco · e1 re del bianco · f1 alfiere del bianco · h1 torre del bianco | 6 |
| 5 | a8 torre del nero · c8 alfiere del nero · e8 re del nero · h8 torre del nero · a7 pedone del nero · b7 pedone del nero · c7 pedone del nero · d7 pedone del nero · e7 donna del nero · f7 pedone del nero · g7 pedone del nero · h7 pedone del nero · e6 cerchio nero · e5 cerchio nero · b4 pedone del bianco · c4 pedone del bianco · e4 cerchio nero · f4 alfiere del bianco · d3 cavallo del nero · e3 cerchio nero · b2 pedone del bianco · d2 cavallo del bianco · e2 pedone del bianco · f2 pedone del bianco · g2 pedone del bianco · h2 pedone del bianco · a1 torre del bianco · d1 donna del bianco · e1 re del bianco · f1 alfiere del bianco · h1 torre del bianco | a8 torre del nero · c8 alfiere del nero · e8 re del nero · h8 torre del nero · a7 pedone del nero · b7 pedone del nero · c7 pedone del nero · d7 pedone del nero · e7 donna del nero · f7 pedone del nero · g7 pedone del nero · h7 pedone del nero · e6 cerchio nero · e5 cerchio nero · b4 pedone del bianco · c4 pedone del bianco · e4 cerchio nero · f4 alfiere del bianco · d3 cavallo del nero · e3 cerchio nero · b2 pedone del bianco · d2 cavallo del bianco · e2 pedone del bianco · f2 pedone del bianco · g2 pedone del bianco · h2 pedone del bianco · a1 torre del bianco · d1 donna del bianco · e1 re del bianco · f1 alfiere del bianco · h1 torre del bianco | a8 torre del nero · c8 alfiere del nero · e8 re del nero · h8 torre del nero · a7 pedone del nero · b7 pedone del nero · c7 pedone del nero · d7 pedone del nero · e7 donna del nero · f7 pedone del nero · g7 pedone del nero · h7 pedone del nero · e6 cerchio nero · e5 cerchio nero · b4 pedone del bianco · c4 pedone del bianco · e4 cerchio nero · f4 alfiere del bianco · d3 cavallo del nero · e3 cerchio nero · b2 pedone del bianco · d2 cavallo del bianco · e2 pedone del bianco · f2 pedone del bianco · g2 pedone del bianco · h2 pedone del bianco · a1 torre del bianco · d1 donna del bianco · e1 re del bianco · f1 alfiere del bianco · h1 torre del bianco | a8 torre del nero · c8 alfiere del nero · e8 re del nero · h8 torre del nero · a7 pedone del nero · b7 pedone del nero · c7 pedone del nero · d7 pedone del nero · e7 donna del nero · f7 pedone del nero · g7 pedone del nero · h7 pedone del nero · e6 cerchio nero · e5 cerchio nero · b4 pedone del bianco · c4 pedone del bianco · e4 cerchio nero · f4 alfiere del bianco · d3 cavallo del nero · e3 cerchio nero · b2 pedone del bianco · d2 cavallo del bianco · e2 pedone del bianco · f2 pedone del bianco · g2 pedone del bianco · h2 pedone del bianco · a1 torre del bianco · d1 donna del bianco · e1 re del bianco · f1 alfiere del bianco · h1 torre del bianco | a8 torre del nero · c8 alfiere del nero · e8 re del nero · h8 torre del nero · a7 pedone del nero · b7 pedone del nero · c7 pedone del nero · d7 pedone del nero · e7 donna del nero · f7 pedone del nero · g7 pedone del nero · h7 pedone del nero · e6 cerchio nero · e5 cerchio nero · b4 pedone del bianco · c4 pedone del bianco · e4 cerchio nero · f4 alfiere del bianco · d3 cavallo del nero · e3 cerchio nero · b2 pedone del bianco · d2 cavallo del bianco · e2 pedone del bianco · f2 pedone del bianco · g2 pedone del bianco · h2 pedone del bianco · a1 torre del bianco · d1 donna del bianco · e1 re del bianco · f1 alfiere del bianco · h1 torre del bianco | a8 torre del nero · c8 alfiere del nero · e8 re del nero · h8 torre del nero · a7 pedone del nero · b7 pedone del nero · c7 pedone del nero · d7 pedone del nero · e7 donna del nero · f7 pedone del nero · g7 pedone del nero · h7 pedone del nero · e6 cerchio nero · e5 cerchio nero · b4 pedone del bianco · c4 pedone del bianco · e4 cerchio nero · f4 alfiere del bianco · d3 cavallo del nero · e3 cerchio nero · b2 pedone del bianco · d2 cavallo del bianco · e2 pedone del bianco · f2 pedone del bianco · g2 pedone del bianco · h2 pedone del bianco · a1 torre del bianco · d1 donna del bianco · e1 re del bianco · f1 alfiere del bianco · h1 torre del bianco | a8 torre del nero · c8 alfiere del nero · e8 re del nero · h8 torre del nero · a7 pedone del nero · b7 pedone del nero · c7 pedone del nero · d7 pedone del nero · e7 donna del nero · f7 pedone del nero · g7 pedone del nero · h7 pedone del nero · e6 cerchio nero · e5 cerchio nero · b4 pedone del bianco · c4 pedone del bianco · e4 cerchio nero · f4 alfiere del bianco · d3 cavallo del nero · e3 cerchio nero · b2 pedone del bianco · d2 cavallo del bianco · e2 pedone del bianco · f2 pedone del bianco · g2 pedone del bianco · h2 pedone del bianco · a1 torre del bianco · d1 donna del bianco · e1 re del bianco · f1 alfiere del bianco · h1 torre del bianco | a8 torre del nero · c8 alfiere del nero · e8 re del nero · h8 torre del nero · a7 pedone del nero · b7 pedone del nero · c7 pedone del nero · d7 pedone del nero · e7 donna del nero · f7 pedone del nero · g7 pedone del nero · h7 pedone del nero · e6 cerchio nero · e5 cerchio nero · b4 pedone del bianco · c4 pedone del bianco · e4 cerchio nero · f4 alfiere del bianco · d3 cavallo del nero · e3 cerchio nero · b2 pedone del bianco · d2 cavallo del bianco · e2 pedone del bianco · f2 pedone del bianco · g2 pedone del bianco · h2 pedone del bianco · a1 torre del bianco · d1 donna del bianco · e1 re del bianco · f1 alfiere del bianco · h1 torre del bianco | 5 |
| 4 | a8 torre del nero · c8 alfiere del nero · e8 re del nero · h8 torre del nero · a7 pedone del nero · b7 pedone del nero · c7 pedone del nero · d7 pedone del nero · e7 donna del nero · f7 pedone del nero · g7 pedone del nero · h7 pedone del nero · e6 cerchio nero · e5 cerchio nero · b4 pedone del bianco · c4 pedone del bianco · e4 cerchio nero · f4 alfiere del bianco · d3 cavallo del nero · e3 cerchio nero · b2 pedone del bianco · d2 cavallo del bianco · e2 pedone del bianco · f2 pedone del bianco · g2 pedone del bianco · h2 pedone del bianco · a1 torre del bianco · d1 donna del bianco · e1 re del bianco · f1 alfiere del bianco · h1 torre del bianco | a8 torre del nero · c8 alfiere del nero · e8 re del nero · h8 torre del nero · a7 pedone del nero · b7 pedone del nero · c7 pedone del nero · d7 pedone del nero · e7 donna del nero · f7 pedone del nero · g7 pedone del nero · h7 pedone del nero · e6 cerchio nero · e5 cerchio nero · b4 pedone del bianco · c4 pedone del bianco · e4 cerchio nero · f4 alfiere del bianco · d3 cavallo del nero · e3 cerchio nero · b2 pedone del bianco · d2 cavallo del bianco · e2 pedone del bianco · f2 pedone del bianco · g2 pedone del bianco · h2 pedone del bianco · a1 torre del bianco · d1 donna del bianco · e1 re del bianco · f1 alfiere del bianco · h1 torre del bianco | a8 torre del nero · c8 alfiere del nero · e8 re del nero · h8 torre del nero · a7 pedone del nero · b7 pedone del nero · c7 pedone del nero · d7 pedone del nero · e7 donna del nero · f7 pedone del nero · g7 pedone del nero · h7 pedone del nero · e6 cerchio nero · e5 cerchio nero · b4 pedone del bianco · c4 pedone del bianco · e4 cerchio nero · f4 alfiere del bianco · d3 cavallo del nero · e3 cerchio nero · b2 pedone del bianco · d2 cavallo del bianco · e2 pedone del bianco · f2 pedone del bianco · g2 pedone del bianco · h2 pedone del bianco · a1 torre del bianco · d1 donna del bianco · e1 re del bianco · f1 alfiere del bianco · h1 torre del bianco | a8 torre del nero · c8 alfiere del nero · e8 re del nero · h8 torre del nero · a7 pedone del nero · b7 pedone del nero · c7 pedone del nero · d7 pedone del nero · e7 donna del nero · f7 pedone del nero · g7 pedone del nero · h7 pedone del nero · e6 cerchio nero · e5 cerchio nero · b4 pedone del bianco · c4 pedone del bianco · e4 cerchio nero · f4 alfiere del bianco · d3 cavallo del nero · e3 cerchio nero · b2 pedone del bianco · d2 cavallo del bianco · e2 pedone del bianco · f2 pedone del bianco · g2 pedone del bianco · h2 pedone del bianco · a1 torre del bianco · d1 donna del bianco · e1 re del bianco · f1 alfiere del bianco · h1 torre del bianco | a8 torre del nero · c8 alfiere del nero · e8 re del nero · h8 torre del nero · a7 pedone del nero · b7 pedone del nero · c7 pedone del nero · d7 pedone del nero · e7 donna del nero · f7 pedone del nero · g7 pedone del nero · h7 pedone del nero · e6 cerchio nero · e5 cerchio nero · b4 pedone del bianco · c4 pedone del bianco · e4 cerchio nero · f4 alfiere del bianco · d3 cavallo del nero · e3 cerchio nero · b2 pedone del bianco · d2 cavallo del bianco · e2 pedone del bianco · f2 pedone del bianco · g2 pedone del bianco · h2 pedone del bianco · a1 torre del bianco · d1 donna del bianco · e1 re del bianco · f1 alfiere del bianco · h1 torre del bianco | a8 torre del nero · c8 alfiere del nero · e8 re del nero · h8 torre del nero · a7 pedone del nero · b7 pedone del nero · c7 pedone del nero · d7 pedone del nero · e7 donna del nero · f7 pedone del nero · g7 pedone del nero · h7 pedone del nero · e6 cerchio nero · e5 cerchio nero · b4 pedone del bianco · c4 pedone del bianco · e4 cerchio nero · f4 alfiere del bianco · d3 cavallo del nero · e3 cerchio nero · b2 pedone del bianco · d2 cavallo del bianco · e2 pedone del bianco · f2 pedone del bianco · g2 pedone del bianco · h2 pedone del bianco · a1 torre del bianco · d1 donna del bianco · e1 re del bianco · f1 alfiere del bianco · h1 torre del bianco | a8 torre del nero · c8 alfiere del nero · e8 re del nero · h8 torre del nero · a7 pedone del nero · b7 pedone del nero · c7 pedone del nero · d7 pedone del nero · e7 donna del nero · f7 pedone del nero · g7 pedone del nero · h7 pedone del nero · e6 cerchio nero · e5 cerchio nero · b4 pedone del bianco · c4 pedone del bianco · e4 cerchio nero · f4 alfiere del bianco · d3 cavallo del nero · e3 cerchio nero · b2 pedone del bianco · d2 cavallo del bianco · e2 pedone del bianco · f2 pedone del bianco · g2 pedone del bianco · h2 pedone del bianco · a1 torre del bianco · d1 donna del bianco · e1 re del bianco · f1 alfiere del bianco · h1 torre del bianco | a8 torre del nero · c8 alfiere del nero · e8 re del nero · h8 torre del nero · a7 pedone del nero · b7 pedone del nero · c7 pedone del nero · d7 pedone del nero · e7 donna del nero · f7 pedone del nero · g7 pedone del nero · h7 pedone del nero · e6 cerchio nero · e5 cerchio nero · b4 pedone del bianco · c4 pedone del bianco · e4 cerchio nero · f4 alfiere del bianco · d3 cavallo del nero · e3 cerchio nero · b2 pedone del bianco · d2 cavallo del bianco · e2 pedone del bianco · f2 pedone del bianco · g2 pedone del bianco · h2 pedone del bianco · a1 torre del bianco · d1 donna del bianco · e1 re del bianco · f1 alfiere del bianco · h1 torre del bianco | 4 |
| 3 | a8 torre del nero · c8 alfiere del nero · e8 re del nero · h8 torre del nero · a7 pedone del nero · b7 pedone del nero · c7 pedone del nero · d7 pedone del nero · e7 donna del nero · f7 pedone del nero · g7 pedone del nero · h7 pedone del nero · e6 cerchio nero · e5 cerchio nero · b4 pedone del bianco · c4 pedone del bianco · e4 cerchio nero · f4 alfiere del bianco · d3 cavallo del nero · e3 cerchio nero · b2 pedone del bianco · d2 cavallo del bianco · e2 pedone del bianco · f2 pedone del bianco · g2 pedone del bianco · h2 pedone del bianco · a1 torre del bianco · d1 donna del bianco · e1 re del bianco · f1 alfiere del bianco · h1 torre del bianco | a8 torre del nero · c8 alfiere del nero · e8 re del nero · h8 torre del nero · a7 pedone del nero · b7 pedone del nero · c7 pedone del nero · d7 pedone del nero · e7 donna del nero · f7 pedone del nero · g7 pedone del nero · h7 pedone del nero · e6 cerchio nero · e5 cerchio nero · b4 pedone del bianco · c4 pedone del bianco · e4 cerchio nero · f4 alfiere del bianco · d3 cavallo del nero · e3 cerchio nero · b2 pedone del bianco · d2 cavallo del bianco · e2 pedone del bianco · f2 pedone del bianco · g2 pedone del bianco · h2 pedone del bianco · a1 torre del bianco · d1 donna del bianco · e1 re del bianco · f1 alfiere del bianco · h1 torre del bianco | a8 torre del nero · c8 alfiere del nero · e8 re del nero · h8 torre del nero · a7 pedone del nero · b7 pedone del nero · c7 pedone del nero · d7 pedone del nero · e7 donna del nero · f7 pedone del nero · g7 pedone del nero · h7 pedone del nero · e6 cerchio nero · e5 cerchio nero · b4 pedone del bianco · c4 pedone del bianco · e4 cerchio nero · f4 alfiere del bianco · d3 cavallo del nero · e3 cerchio nero · b2 pedone del bianco · d2 cavallo del bianco · e2 pedone del bianco · f2 pedone del bianco · g2 pedone del bianco · h2 pedone del bianco · a1 torre del bianco · d1 donna del bianco · e1 re del bianco · f1 alfiere del bianco · h1 torre del bianco | a8 torre del nero · c8 alfiere del nero · e8 re del nero · h8 torre del nero · a7 pedone del nero · b7 pedone del nero · c7 pedone del nero · d7 pedone del nero · e7 donna del nero · f7 pedone del nero · g7 pedone del nero · h7 pedone del nero · e6 cerchio nero · e5 cerchio nero · b4 pedone del bianco · c4 pedone del bianco · e4 cerchio nero · f4 alfiere del bianco · d3 cavallo del nero · e3 cerchio nero · b2 pedone del bianco · d2 cavallo del bianco · e2 pedone del bianco · f2 pedone del bianco · g2 pedone del bianco · h2 pedone del bianco · a1 torre del bianco · d1 donna del bianco · e1 re del bianco · f1 alfiere del bianco · h1 torre del bianco | a8 torre del nero · c8 alfiere del nero · e8 re del nero · h8 torre del nero · a7 pedone del nero · b7 pedone del nero · c7 pedone del nero · d7 pedone del nero · e7 donna del nero · f7 pedone del nero · g7 pedone del nero · h7 pedone del nero · e6 cerchio nero · e5 cerchio nero · b4 pedone del bianco · c4 pedone del bianco · e4 cerchio nero · f4 alfiere del bianco · d3 cavallo del nero · e3 cerchio nero · b2 pedone del bianco · d2 cavallo del bianco · e2 pedone del bianco · f2 pedone del bianco · g2 pedone del bianco · h2 pedone del bianco · a1 torre del bianco · d1 donna del bianco · e1 re del bianco · f1 alfiere del bianco · h1 torre del bianco | a8 torre del nero · c8 alfiere del nero · e8 re del nero · h8 torre del nero · a7 pedone del nero · b7 pedone del nero · c7 pedone del nero · d7 pedone del nero · e7 donna del nero · f7 pedone del nero · g7 pedone del nero · h7 pedone del nero · e6 cerchio nero · e5 cerchio nero · b4 pedone del bianco · c4 pedone del bianco · e4 cerchio nero · f4 alfiere del bianco · d3 cavallo del nero · e3 cerchio nero · b2 pedone del bianco · d2 cavallo del bianco · e2 pedone del bianco · f2 pedone del bianco · g2 pedone del bianco · h2 pedone del bianco · a1 torre del bianco · d1 donna del bianco · e1 re del bianco · f1 alfiere del bianco · h1 torre del bianco | a8 torre del nero · c8 alfiere del nero · e8 re del nero · h8 torre del nero · a7 pedone del nero · b7 pedone del nero · c7 pedone del nero · d7 pedone del nero · e7 donna del nero · f7 pedone del nero · g7 pedone del nero · h7 pedone del nero · e6 cerchio nero · e5 cerchio nero · b4 pedone del bianco · c4 pedone del bianco · e4 cerchio nero · f4 alfiere del bianco · d3 cavallo del nero · e3 cerchio nero · b2 pedone del bianco · d2 cavallo del bianco · e2 pedone del bianco · f2 pedone del bianco · g2 pedone del bianco · h2 pedone del bianco · a1 torre del bianco · d1 donna del bianco · e1 re del bianco · f1 alfiere del bianco · h1 torre del bianco | a8 torre del nero · c8 alfiere del nero · e8 re del nero · h8 torre del nero · a7 pedone del nero · b7 pedone del nero · c7 pedone del nero · d7 pedone del nero · e7 donna del nero · f7 pedone del nero · g7 pedone del nero · h7 pedone del nero · e6 cerchio nero · e5 cerchio nero · b4 pedone del bianco · c4 pedone del bianco · e4 cerchio nero · f4 alfiere del bianco · d3 cavallo del nero · e3 cerchio nero · b2 pedone del bianco · d2 cavallo del bianco · e2 pedone del bianco · f2 pedone del bianco · g2 pedone del bianco · h2 pedone del bianco · a1 torre del bianco · d1 donna del bianco · e1 re del bianco · f1 alfiere del bianco · h1 torre del bianco | 3 |
| 2 | a8 torre del nero · c8 alfiere del nero · e8 re del nero · h8 torre del nero · a7 pedone del nero · b7 pedone del nero · c7 pedone del nero · d7 pedone del nero · e7 donna del nero · f7 pedone del nero · g7 pedone del nero · h7 pedone del nero · e6 cerchio nero · e5 cerchio nero · b4 pedone del bianco · c4 pedone del bianco · e4 cerchio nero · f4 alfiere del bianco · d3 cavallo del nero · e3 cerchio nero · b2 pedone del bianco · d2 cavallo del bianco · e2 pedone del bianco · f2 pedone del bianco · g2 pedone del bianco · h2 pedone del bianco · a1 torre del bianco · d1 donna del bianco · e1 re del bianco · f1 alfiere del bianco · h1 torre del bianco | a8 torre del nero · c8 alfiere del nero · e8 re del nero · h8 torre del nero · a7 pedone del nero · b7 pedone del nero · c7 pedone del nero · d7 pedone del nero · e7 donna del nero · f7 pedone del nero · g7 pedone del nero · h7 pedone del nero · e6 cerchio nero · e5 cerchio nero · b4 pedone del bianco · c4 pedone del bianco · e4 cerchio nero · f4 alfiere del bianco · d3 cavallo del nero · e3 cerchio nero · b2 pedone del bianco · d2 cavallo del bianco · e2 pedone del bianco · f2 pedone del bianco · g2 pedone del bianco · h2 pedone del bianco · a1 torre del bianco · d1 donna del bianco · e1 re del bianco · f1 alfiere del bianco · h1 torre del bianco | a8 torre del nero · c8 alfiere del nero · e8 re del nero · h8 torre del nero · a7 pedone del nero · b7 pedone del nero · c7 pedone del nero · d7 pedone del nero · e7 donna del nero · f7 pedone del nero · g7 pedone del nero · h7 pedone del nero · e6 cerchio nero · e5 cerchio nero · b4 pedone del bianco · c4 pedone del bianco · e4 cerchio nero · f4 alfiere del bianco · d3 cavallo del nero · e3 cerchio nero · b2 pedone del bianco · d2 cavallo del bianco · e2 pedone del bianco · f2 pedone del bianco · g2 pedone del bianco · h2 pedone del bianco · a1 torre del bianco · d1 donna del bianco · e1 re del bianco · f1 alfiere del bianco · h1 torre del bianco | a8 torre del nero · c8 alfiere del nero · e8 re del nero · h8 torre del nero · a7 pedone del nero · b7 pedone del nero · c7 pedone del nero · d7 pedone del nero · e7 donna del nero · f7 pedone del nero · g7 pedone del nero · h7 pedone del nero · e6 cerchio nero · e5 cerchio nero · b4 pedone del bianco · c4 pedone del bianco · e4 cerchio nero · f4 alfiere del bianco · d3 cavallo del nero · e3 cerchio nero · b2 pedone del bianco · d2 cavallo del bianco · e2 pedone del bianco · f2 pedone del bianco · g2 pedone del bianco · h2 pedone del bianco · a1 torre del bianco · d1 donna del bianco · e1 re del bianco · f1 alfiere del bianco · h1 torre del bianco | a8 torre del nero · c8 alfiere del nero · e8 re del nero · h8 torre del nero · a7 pedone del nero · b7 pedone del nero · c7 pedone del nero · d7 pedone del nero · e7 donna del nero · f7 pedone del nero · g7 pedone del nero · h7 pedone del nero · e6 cerchio nero · e5 cerchio nero · b4 pedone del bianco · c4 pedone del bianco · e4 cerchio nero · f4 alfiere del bianco · d3 cavallo del nero · e3 cerchio nero · b2 pedone del bianco · d2 cavallo del bianco · e2 pedone del bianco · f2 pedone del bianco · g2 pedone del bianco · h2 pedone del bianco · a1 torre del bianco · d1 donna del bianco · e1 re del bianco · f1 alfiere del bianco · h1 torre del bianco | a8 torre del nero · c8 alfiere del nero · e8 re del nero · h8 torre del nero · a7 pedone del nero · b7 pedone del nero · c7 pedone del nero · d7 pedone del nero · e7 donna del nero · f7 pedone del nero · g7 pedone del nero · h7 pedone del nero · e6 cerchio nero · e5 cerchio nero · b4 pedone del bianco · c4 pedone del bianco · e4 cerchio nero · f4 alfiere del bianco · d3 cavallo del nero · e3 cerchio nero · b2 pedone del bianco · d2 cavallo del bianco · e2 pedone del bianco · f2 pedone del bianco · g2 pedone del bianco · h2 pedone del bianco · a1 torre del bianco · d1 donna del bianco · e1 re del bianco · f1 alfiere del bianco · h1 torre del bianco | a8 torre del nero · c8 alfiere del nero · e8 re del nero · h8 torre del nero · a7 pedone del nero · b7 pedone del nero · c7 pedone del nero · d7 pedone del nero · e7 donna del nero · f7 pedone del nero · g7 pedone del nero · h7 pedone del nero · e6 cerchio nero · e5 cerchio nero · b4 pedone del bianco · c4 pedone del bianco · e4 cerchio nero · f4 alfiere del bianco · d3 cavallo del nero · e3 cerchio nero · b2 pedone del bianco · d2 cavallo del bianco · e2 pedone del bianco · f2 pedone del bianco · g2 pedone del bianco · h2 pedone del bianco · a1 torre del bianco · d1 donna del bianco · e1 re del bianco · f1 alfiere del bianco · h1 torre del bianco | a8 torre del nero · c8 alfiere del nero · e8 re del nero · h8 torre del nero · a7 pedone del nero · b7 pedone del nero · c7 pedone del nero · d7 pedone del nero · e7 donna del nero · f7 pedone del nero · g7 pedone del nero · h7 pedone del nero · e6 cerchio nero · e5 cerchio nero · b4 pedone del bianco · c4 pedone del bianco · e4 cerchio nero · f4 alfiere del bianco · d3 cavallo del nero · e3 cerchio nero · b2 pedone del bianco · d2 cavallo del bianco · e2 pedone del bianco · f2 pedone del bianco · g2 pedone del bianco · h2 pedone del bianco · a1 torre del bianco · d1 donna del bianco · e1 re del bianco · f1 alfiere del bianco · h1 torre del bianco | 2 |
| 1 | a8 torre del nero · c8 alfiere del nero · e8 re del nero · h8 torre del nero · a7 pedone del nero · b7 pedone del nero · c7 pedone del nero · d7 pedone del nero · e7 donna del nero · f7 pedone del nero · g7 pedone del nero · h7 pedone del nero · e6 cerchio nero · e5 cerchio nero · b4 pedone del bianco · c4 pedone del bianco · e4 cerchio nero · f4 alfiere del bianco · d3 cavallo del nero · e3 cerchio nero · b2 pedone del bianco · d2 cavallo del bianco · e2 pedone del bianco · f2 pedone del bianco · g2 pedone del bianco · h2 pedone del bianco · a1 torre del bianco · d1 donna del bianco · e1 re del bianco · f1 alfiere del bianco · h1 torre del bianco | a8 torre del nero · c8 alfiere del nero · e8 re del nero · h8 torre del nero · a7 pedone del nero · b7 pedone del nero · c7 pedone del nero · d7 pedone del nero · e7 donna del nero · f7 pedone del nero · g7 pedone del nero · h7 pedone del nero · e6 cerchio nero · e5 cerchio nero · b4 pedone del bianco · c4 pedone del bianco · e4 cerchio nero · f4 alfiere del bianco · d3 cavallo del nero · e3 cerchio nero · b2 pedone del bianco · d2 cavallo del bianco · e2 pedone del bianco · f2 pedone del bianco · g2 pedone del bianco · h2 pedone del bianco · a1 torre del bianco · d1 donna del bianco · e1 re del bianco · f1 alfiere del bianco · h1 torre del bianco | a8 torre del nero · c8 alfiere del nero · e8 re del nero · h8 torre del nero · a7 pedone del nero · b7 pedone del nero · c7 pedone del nero · d7 pedone del nero · e7 donna del nero · f7 pedone del nero · g7 pedone del nero · h7 pedone del nero · e6 cerchio nero · e5 cerchio nero · b4 pedone del bianco · c4 pedone del bianco · e4 cerchio nero · f4 alfiere del bianco · d3 cavallo del nero · e3 cerchio nero · b2 pedone del bianco · d2 cavallo del bianco · e2 pedone del bianco · f2 pedone del bianco · g2 pedone del bianco · h2 pedone del bianco · a1 torre del bianco · d1 donna del bianco · e1 re del bianco · f1 alfiere del bianco · h1 torre del bianco | a8 torre del nero · c8 alfiere del nero · e8 re del nero · h8 torre del nero · a7 pedone del nero · b7 pedone del nero · c7 pedone del nero · d7 pedone del nero · e7 donna del nero · f7 pedone del nero · g7 pedone del nero · h7 pedone del nero · e6 cerchio nero · e5 cerchio nero · b4 pedone del bianco · c4 pedone del bianco · e4 cerchio nero · f4 alfiere del bianco · d3 cavallo del nero · e3 cerchio nero · b2 pedone del bianco · d2 cavallo del bianco · e2 pedone del bianco · f2 pedone del bianco · g2 pedone del bianco · h2 pedone del bianco · a1 torre del bianco · d1 donna del bianco · e1 re del bianco · f1 alfiere del bianco · h1 torre del bianco | a8 torre del nero · c8 alfiere del nero · e8 re del nero · h8 torre del nero · a7 pedone del nero · b7 pedone del nero · c7 pedone del nero · d7 pedone del nero · e7 donna del nero · f7 pedone del nero · g7 pedone del nero · h7 pedone del nero · e6 cerchio nero · e5 cerchio nero · b4 pedone del bianco · c4 pedone del bianco · e4 cerchio nero · f4 alfiere del bianco · d3 cavallo del nero · e3 cerchio nero · b2 pedone del bianco · d2 cavallo del bianco · e2 pedone del bianco · f2 pedone del bianco · g2 pedone del bianco · h2 pedone del bianco · a1 torre del bianco · d1 donna del bianco · e1 re del bianco · f1 alfiere del bianco · h1 torre del bianco | a8 torre del nero · c8 alfiere del nero · e8 re del nero · h8 torre del nero · a7 pedone del nero · b7 pedone del nero · c7 pedone del nero · d7 pedone del nero · e7 donna del nero · f7 pedone del nero · g7 pedone del nero · h7 pedone del nero · e6 cerchio nero · e5 cerchio nero · b4 pedone del bianco · c4 pedone del bianco · e4 cerchio nero · f4 alfiere del bianco · d3 cavallo del nero · e3 cerchio nero · b2 pedone del bianco · d2 cavallo del bianco · e2 pedone del bianco · f2 pedone del bianco · g2 pedone del bianco · h2 pedone del bianco · a1 torre del bianco · d1 donna del bianco · e1 re del bianco · f1 alfiere del bianco · h1 torre del bianco | a8 torre del nero · c8 alfiere del nero · e8 re del nero · h8 torre del nero · a7 pedone del nero · b7 pedone del nero · c7 pedone del nero · d7 pedone del nero · e7 donna del nero · f7 pedone del nero · g7 pedone del nero · h7 pedone del nero · e6 cerchio nero · e5 cerchio nero · b4 pedone del bianco · c4 pedone del bianco · e4 cerchio nero · f4 alfiere del bianco · d3 cavallo del nero · e3 cerchio nero · b2 pedone del bianco · d2 cavallo del bianco · e2 pedone del bianco · f2 pedone del bianco · g2 pedone del bianco · h2 pedone del bianco · a1 torre del bianco · d1 donna del bianco · e1 re del bianco · f1 alfiere del bianco · h1 torre del bianco | a8 torre del nero · c8 alfiere del nero · e8 re del nero · h8 torre del nero · a7 pedone del nero · b7 pedone del nero · c7 pedone del nero · d7 pedone del nero · e7 donna del nero · f7 pedone del nero · g7 pedone del nero · h7 pedone del nero · e6 cerchio nero · e5 cerchio nero · b4 pedone del bianco · c4 pedone del bianco · e4 cerchio nero · f4 alfiere del bianco · d3 cavallo del nero · e3 cerchio nero · b2 pedone del bianco · d2 cavallo del bianco · e2 pedone del bianco · f2 pedone del bianco · g2 pedone del bianco · h2 pedone del bianco · a1 torre del bianco · d1 donna del bianco · e1 re del bianco · f1 alfiere del bianco · h1 torre del bianco | 1 |
|   | a | b | c | d | e | f | g | h |   |